# Agonita dulitana
Agonita dulitana es un coleóptero de la familia Chrysomelidae.
Fue descrita científicamente por primera vez en 1938 por Uhmann.